# Katholisches Stadtpfarramt (Dillingen an der Donau)

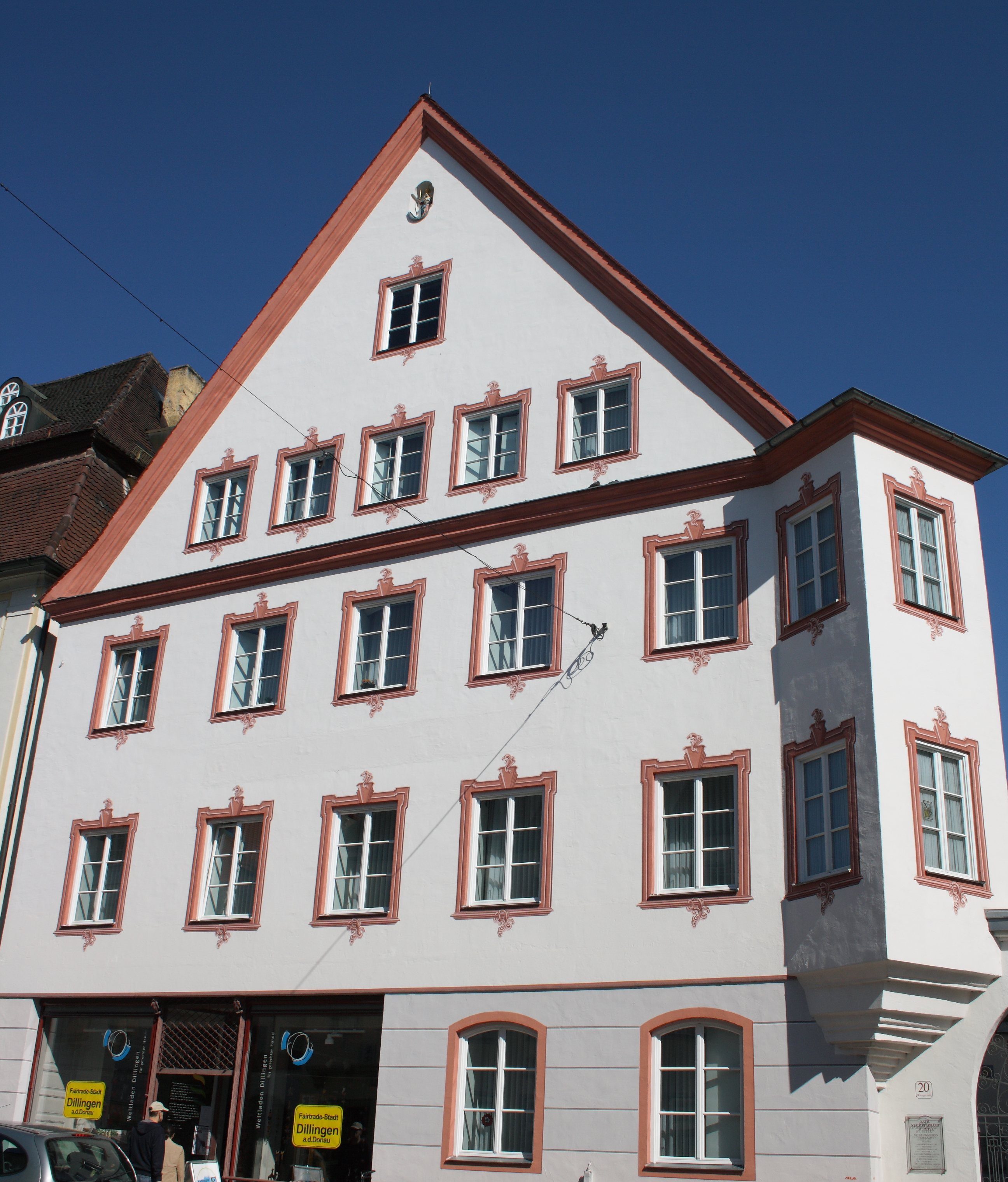
Pfarrhaus in Dillingen an der Donau (2012)

Das Katholische Stadtpfarramt in Dillingen an der Donau, der Kreisstadt des Landkreises Dillingen an der Donau im bayerischen Regierungsbezirk Schwaben, wurde im Kern wohl im 17. Jahrhundert errichtet. Das Pfarrhaus an der Königstraße 20, das als Bürgerhaus erbaut wurde, ist ein geschütztes Baudenkmal.
Der dreigeschossige Giebelbau mit Eckerker auf Profilkonsole besitzt ein profiliertes Traufgesims. Das Erdgeschoss wurde vor längerer Zeit modernisiert. Alle Fenster sind mit aufgemalten Faschen versehen.
Die Hofeinfahrt ist mit einem schmiedeeisernen Gitter abgegrenzt.